# Szőny

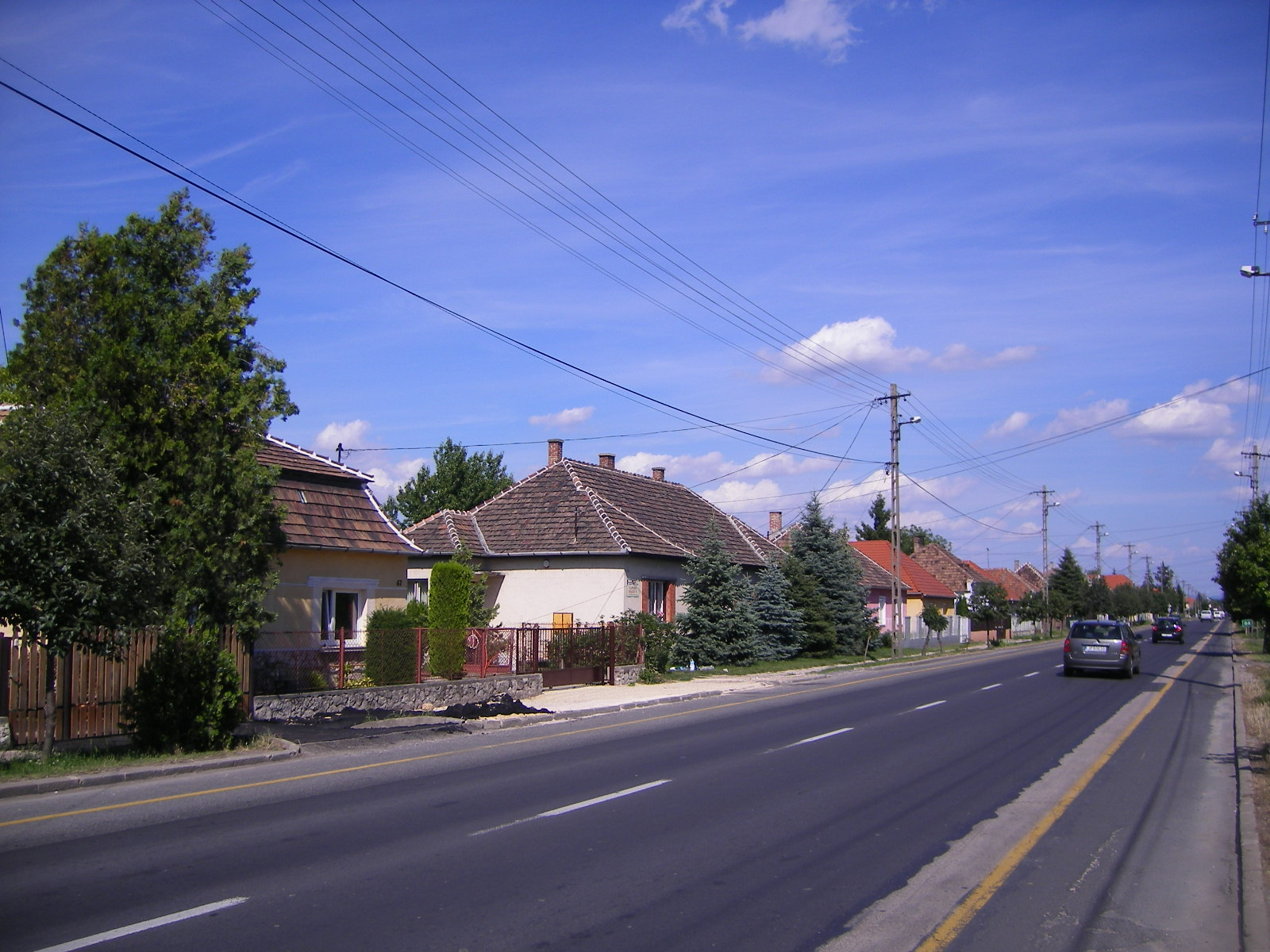
Typische Straße in Szőny

Szőny ist ein Stadtteil der ungarischen Stadt Komárom. Die Geschichte von Szőny reicht bis in die Steinzeit zurück.

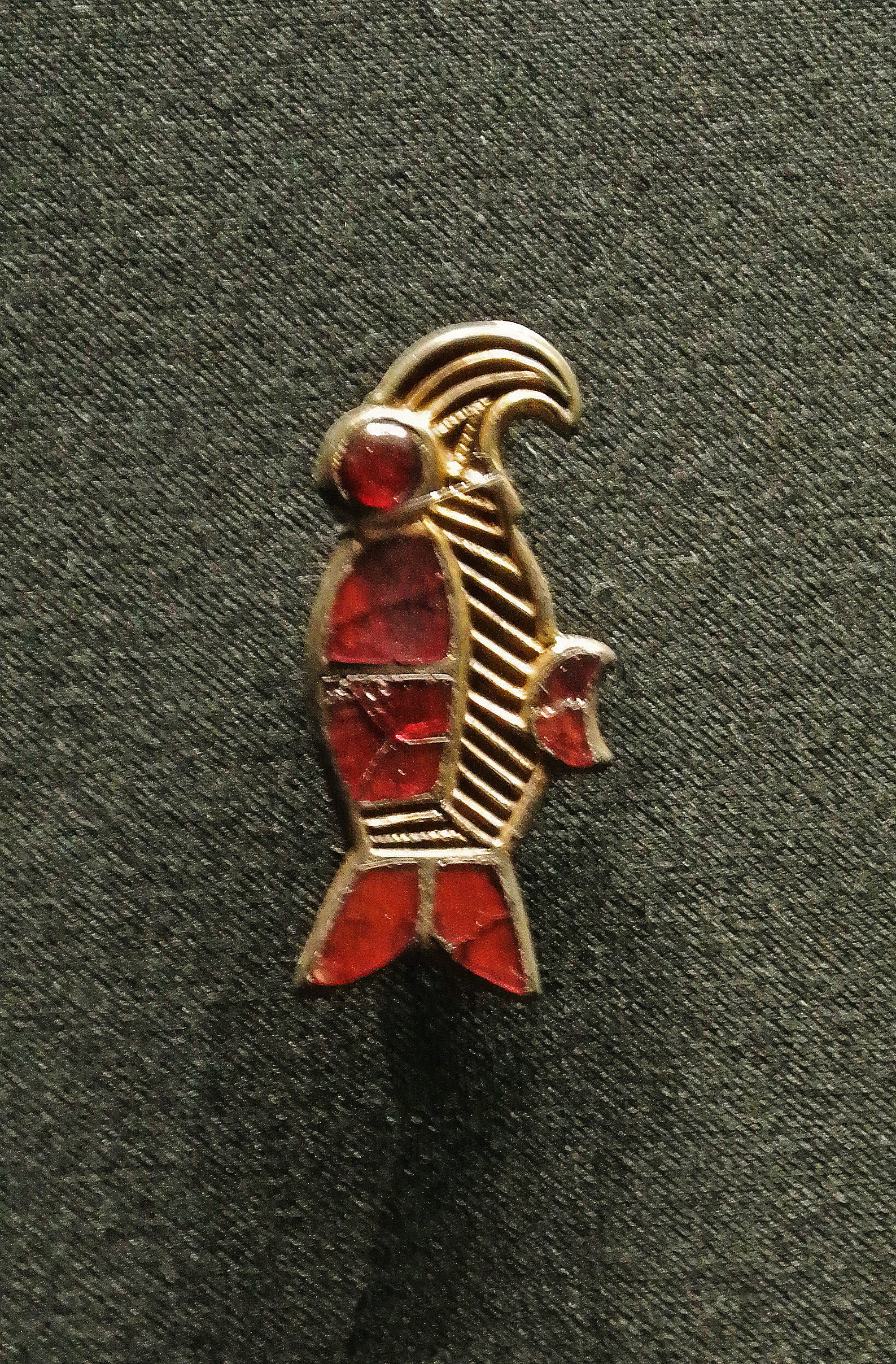
Vogelfibel aus Szőny
(Anfang 6. Jahrhundert)

## Geschichte
Das Gebiet von Szőny war bereits in der Stein- und Bronzezeit besiedelt, wie zahlreiche prähistorische Funde beweisen.
Das römische Legionslager Brigetio war hier von 86 v. Chr. bis zur Mitte des 5. Jahrhunderts angesiedelt. Diverse römische Legionen waren hier stationiert, so wie die Legio I Adiutrix, die Legio XI und die Legio XXX Ulpia Victrix, und nahmen an den römisch-pannonischen Kriegen teil. Als Nachweis darüber wurde beispielsweise im frühen 20. Jahrhundert ein römisches Militärdiplom gefunden, welches heute im Britischen Museum in London zu finden ist.
375 starb in dem Legionslager der römische Kaiser Valentinian I. bei Verhandlungen mit germanischen Stämmen.
Die erste urkundliche Erwähnung des Namens Szőny stammt aus dem Jahr 1211 und lautete Sun; 1249 änderte sich der Name zu Sceun.
1592 wurde Szőny von den Türken zerstört. 1626 schlossen hier Ferdinand II. und der türkische Sultan den Szönyer Frieden. Die katholische Kirche wurde 1777, die evangelische zehn Jahre später erbaut. Während der Revolution von 1848/1849 im Kaisertum Österreich gab es mehrere große Schlachten vor den Toren des Dorfes. Es wurde belagert und geriet unter Kanonenbeschuss. Zu Beginn des 20. Jahrhunderts fanden sich noch Kanonenkugeln in den Mauern der Kirche. Vorbauten zur Burg entstanden um 1850 und 1870.
Im Zweiten Weltkrieg gab Szőny mit seiner Erdölraffinerie ein strategisches Bombenziel ab.
1977 wurde das Gebiet in die Stadt Komárom eingemeindet.

## Sehenswürdigkeiten
- Dreifaltigkeits-Statue (Szentháromság-szobor), erschaffen 1763 von Károly Bebo
- István--Dobi-Denkmal (Dobi István-emlékmű), erschaffen 1971 von István Tar
- Ödön-Kállay-Gedenkstein (Kállay Ödön-emlékkő), erschaffen 2009 von Imre Pénzes ifj.
- Ödön-Kállay-Reliefgedenktafel (Kállay Ödön domborműves emléktábla) erschaffen 2007 von Imre Pénzes ifj.
- Reformierte Kirche
- Römisch-katholische Kirche Nagyboldogasszony, erbaut 1777, restauriert 1891, 1958 und 1971
- Schloss Solymosy-Gyürky (Solymosy-Gyürky-kastély)
- Weltkriegsdenkmal (II. világháborús emlékmű), erschaffen 1992 von László Gömbös

## Galerie

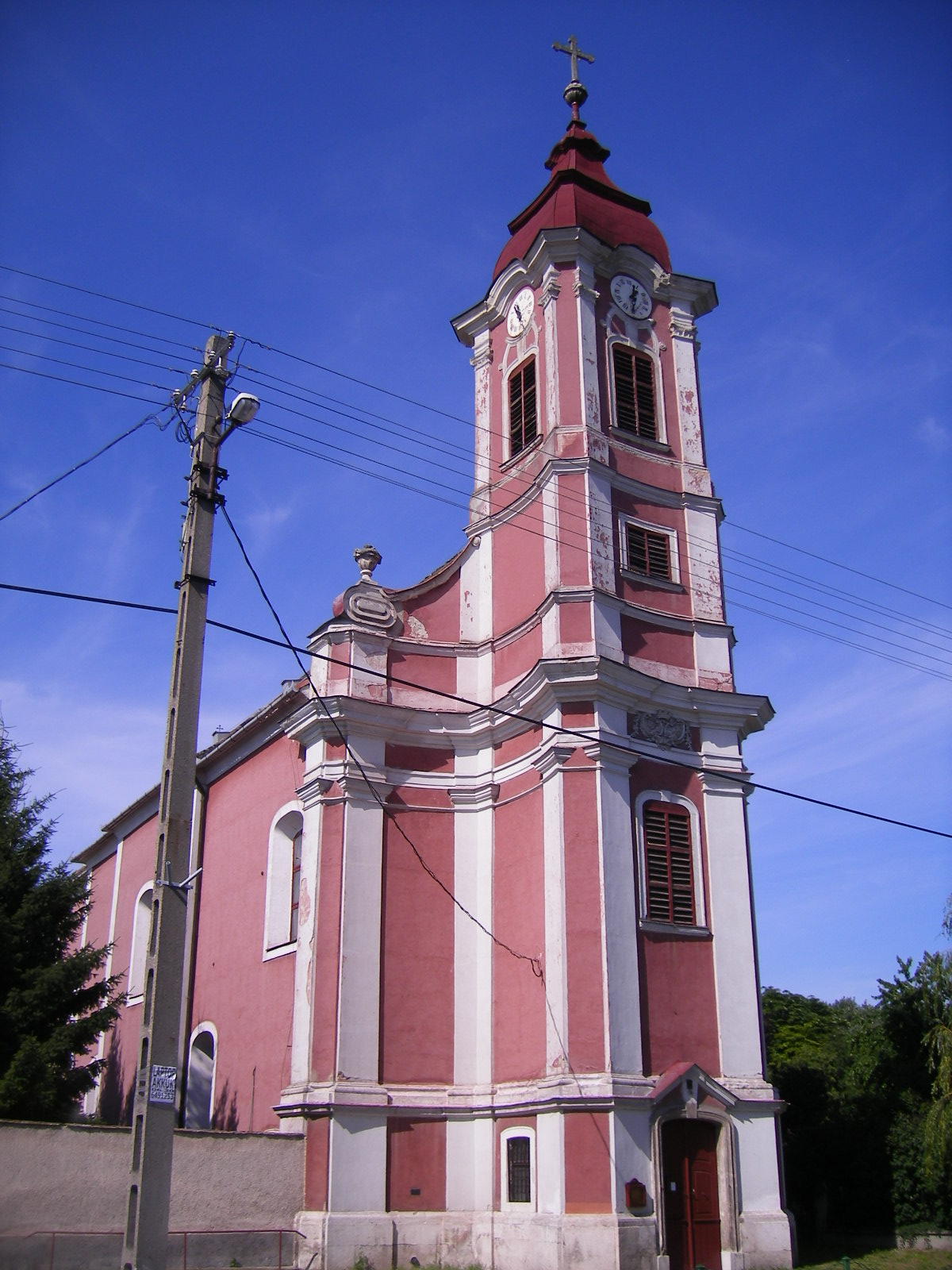
Röm.-kath. Kirche Nagyboldogasszony
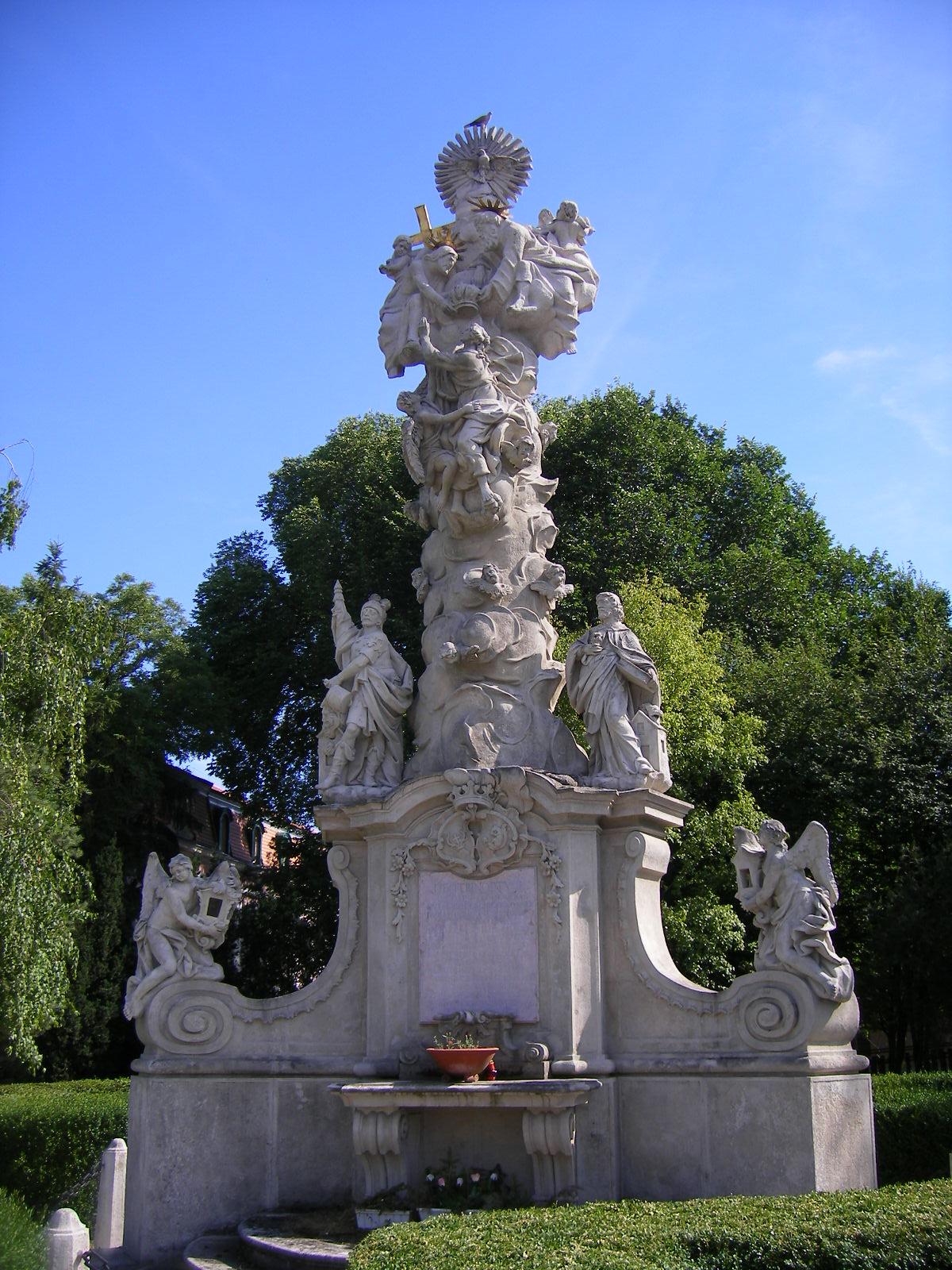
Dreifaltigkeits-Statue
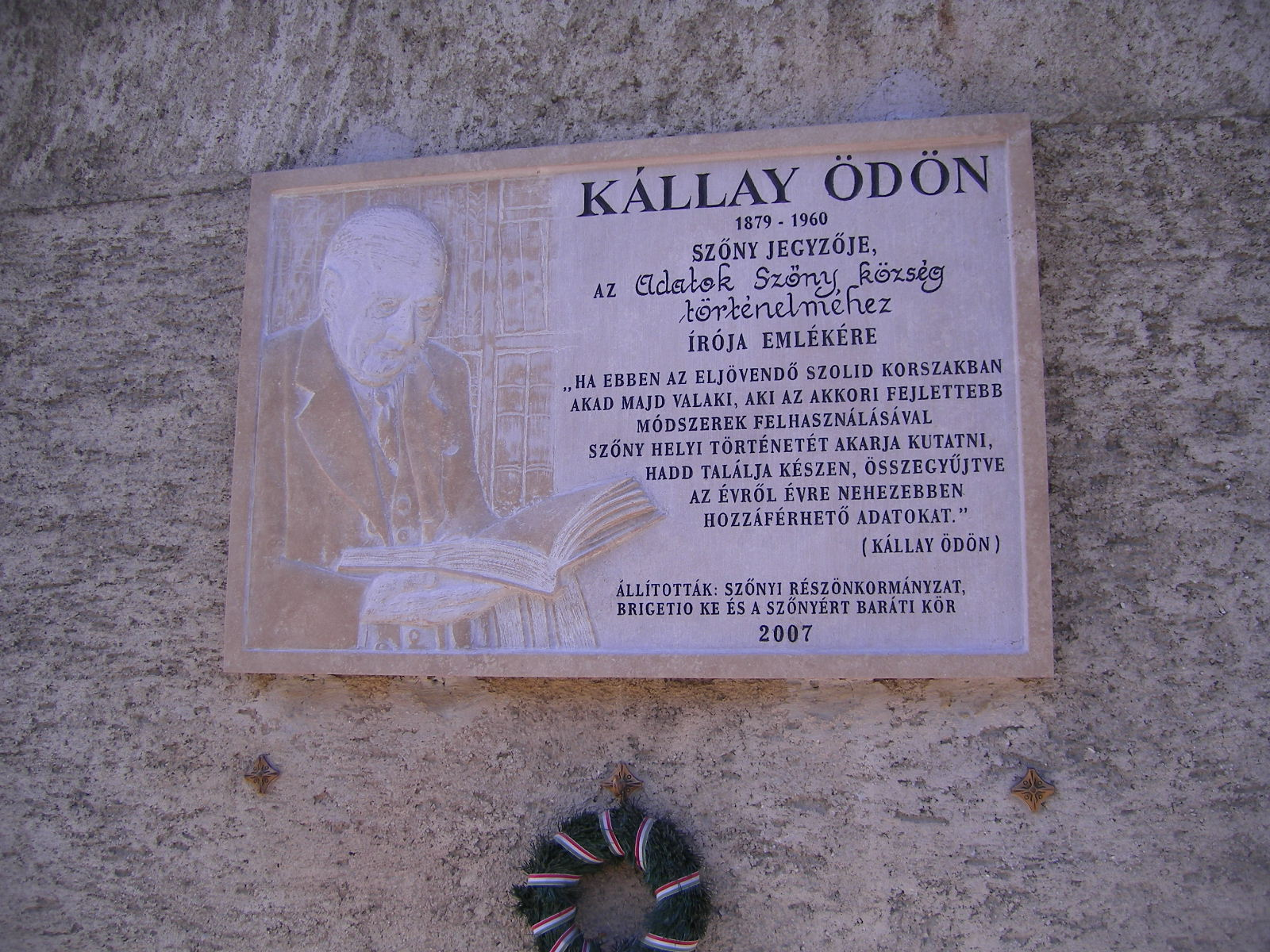
Ödön-Kállay-Reliefgedenktafel
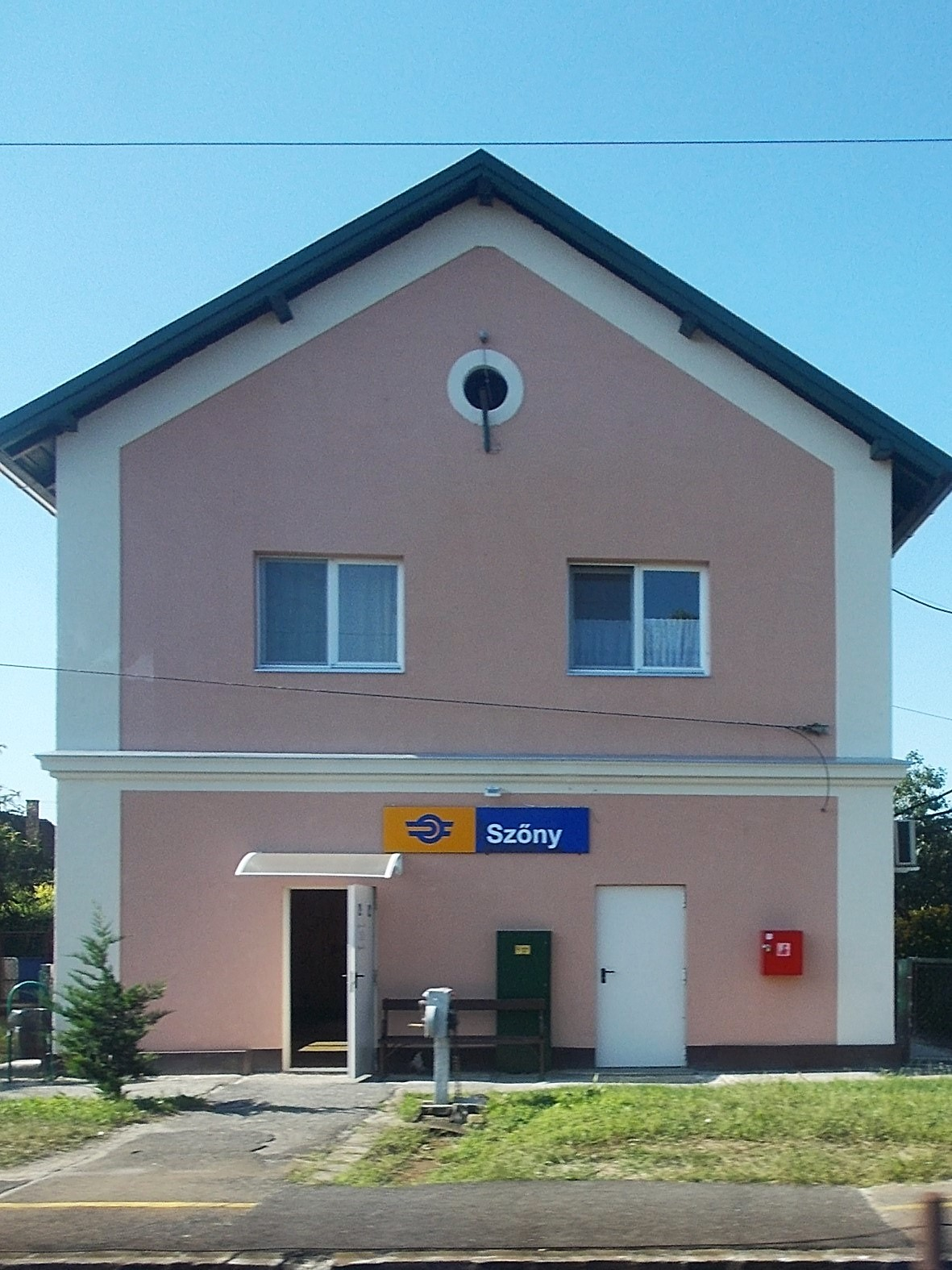
Bahnhof Szőny

## Verkehr
Durch Szőny verläuft die Hauptstraße Nr. 1. Der Ort ist angebunden an die Eisenbahnstrecken von Komárom nach Esztergom und zum Budapester Südbahnhof.

## Trivia
Es gibt Aufzeichnungen über eines der ersten Paare siamesischer Zwillinge, Ilona und Judit Gófitz, die im Oktober 1701 in Szőny geboren und in ganz Europa als Sensation ausgestellt wurden. Alexander Pope verfasste ein Gedicht über sie.